# Втрати 56-го десантно-штурмового полку
У статті наведено подробиці поіменних втрат 56-го десантно-штурмового полку Збройних сил РФ к різних військових конфліктах.

## Список вбитих

### Перша чеченська війна
| п/п | Прізвище, ім'я, по-батькові                                       | Звання            | Дата народження | Дата смерті | Місце смерті |
| --- | ----------------------------------------------------------------- | ----------------- | --------------- | ----------- | ------------ |
| 1.  | Бражников Андрій Анатолійович (рос. Бражников Андрей Анатольевич) | рядовий           | 19.06.1976      | 14.07.1995  |              |
| 2.  | Арбузов Ігор Віталійович (рос. Арбузов Игорь Витальевич)          | старший лейтенант | 18.12.1971      | 15.02.1996  |              |

### Російсько-українська війна
| п/п | Прізвище, ім'я, по-батькові                                               | Звання                                                   | Дата народження | Дата смерті | Місце смерті       |
| --- | ------------------------------------------------------------------------- | -------------------------------------------------------- | --------------- | ----------- | ------------------ |
| 1.  | Коваленко Валерій Миколайович (рос. Коваленко Валерий Николаевич)         | єфрейтор                                                 | 06.02.1995      | 24.02.2022  |                    |
| 2.  | Силаєв Дмитро Олексійович (рос. Силаев Дмитрий Алексеевич)                | старший лейтенант, командир розвідвзводу                 | 16.12.1996      | 01.03.2022  |                    |
| 3.  | Шаршавов Олексій Васильович (рос. Шаршавов Алексей Васильевич)            | підполковник, командир батальйону                        |                 | 07.03.2022  |                    |
| 4.  | Широченко Олексій Володимирович (рос. Широченко Алексей Владимирович)     | лейтенант, начальник автомобільної служби                | 26.11.1997      | 11.03.2022  |                    |
| 5.  | Алієв Максим (рос. Алиев Максим)                                          |                                                          | 05.08.1990      | 22.03.2022  |                    |
| 6.  | Богачєв Павло Геннадійович (рос. Богачев Павел Геннадьевич)               | старший лейтенант                                        | 13.10.1990      | 06.05.2022  |                    |
| 7.  | Зайцев Андрій Володимирович (рос. Зайцев Андрей Владимирович)             | сержант                                                  | 07.12.1987      | 06.05.2022  |                    |
| 8.  | Руженський Степан Валерійович (рос. Руженский Степан Валерьевич)          |                                                          | 1997            | 06.05.2022  | Правдине           |
| 9.  | Грієв Андрій Володимирович (рос. Гриев Андрей Владимирович)               | молодший сержант                                         | 01.01.1983      | 21.05.2022  |                    |
| 10. | Дубровський Вадим Володимирович (рос. Дубровський Вадим Владимирович)     | старший сержант                                          | 10.05.1979      | 02.06.2022  |                    |
| 11. | Алєксандров Сергій Володимирович (рос. Александров Сергей Владимирович)   | лейтенант, командир інженерно-саперної роти              | 31.10.1998      | 21.06.2022  |                    |
| 12. | Апанович Сергій Анатолійович (рос. Апанович Сергей Анатольевич)           | старший сержант                                          | 20.06.1985      | 20.08.2022  |                    |
| 13. | Литвинов Дмитро Павлович (рос. Литвинов Дмитрий Павлович)                 | капітан, командир розвідроти                             | 04.08.1993      | 14.07.2022  |                    |
| 14. | Оганесян Рафаель Гайкович (рос. Оганесян Рафаэль Гайкович)                | старший лейтенант, командир взводу                       | 12.05.1997      | 27.08.2022  |                    |
| 15. | Жумаєв Йігиталібек Уралович (рос. Жумаев Йигиталибек Уралович)            | лейтенант                                                | 1991            | 31.08.2022  | Чорнобаївка        |
| 16. | Чашкін Андрій Миколайович (рос. Чашкин Андрей Николаевич)                 | сержант                                                  | 21.07.1989      | 05.09.2022  |                    |
| 17. | Орлов Євген Олександрович (рос. Орлов Евгений Александрович)              | капітан, начальник штабу, заступник командира батальйону | 08.03.1991      | 15.09.2022  |                    |
| 18. | Ковальов Ярослав (рос. Ковалёв Ярослав)                                   | єфрейтор                                                 |                 | 16.09.2022  |                    |
| 19. | Кусмарцев Олександр Володимирович (рос. Кусмарцев Александр Владимирович) | старший сержант                                          |                 | 10.10.2022  |                    |
| 20. | Дегтярьов Дмитро Сергійович (рос. Дегтярёв Дмитрий Сергеевич)             | майор, начальник штабу і заступник командира батальйону  | 31.01.1989      | 03.08.2023  | Запорізька область |
| 21. | Гурьянов Володимир Васильович (рос. Гурьянов Владимир Васильевич)         | капітан, командир роти                                   | 15.06.1992      | 17.08.2023  |                    |
| 22. | Гаязов Салават Рамільович (рос. Гаязов Салават Рамильевич)                | лейтенант                                                | 02.03.1989      | 20.09.2023  |                    |
| 23. | Чижиков Андрій Володимирович (рос. Чижиков Андрей Владимирович)           | рядовий                                                  |                 | 13.02.2024  |                    |
| 24. | Капралов Єгор Ігорович (рос. Капралов Егор Игоревич)                      | рядовий                                                  | 16.03.1999      | 16.04.2024  | Запорізька область |
| 25. | Ібрагімов Динар Фарітович (рос. Ибрагимов Динар Фаритович)                |                                                          | 02.08.1984      | 23.04.2024  |                    |

### Війна в Сирії
| п/п | Прізвище, ім'я, по-батькові                                     | Звання          | Дата народження | Дата смерті |
| --- | --------------------------------------------------------------- | --------------- | --------------- | ----------- |
| 1.  | Санчіров Санал Володимирович (рос. Санчиров Санал Владимирович) | майор           | 1979            | 08.12.2016  |
| 2.  | Фокін Олексій Олександрович (рос. Фокин Алексей Александрович)  | старший сержант | 20.04.1984      | 23.04.2017  |